# Jarlsminde
Jarlsminde er en gård og en fredet bygning i Aarhus, Danmark. Gården er opført i 1798 og blev den 3. juni 1997 opført i det nationale register over fredede bygninger og steder af Kulturarvsstyrelsen. Gården er beliggende i forstaden Stavtrup ca. 7-8 km. sydvest for Aarhus midtby, hvor den ligger på en bakke med udsigt over Brabrand Sø og de store byområder på den anden side af den.
Gården er oprindeligt bygget til grevinde Wedel-Jarlsberg.  Gården består af hovedbygningen i to etager og et udhus. Hovedbygningen blev bygget i 1798 og let ombygget i 1820. Bygningens midte er opdelt i en lille stue med en tilstødende havestue. Den østlige del har ét stort rum, mens den vestlige del er opdelt i køkken og to mindre rum. Fra den centrale stue fører trapper udsmykket med klassiske balustre til overetagen, som har et badeværelse og en række mindre rum. Huset indeholder en jernovn fra Bærum Jernværk i Norge fra 1820.
Hovedbygningen er hvidmalet med røde vingesten. Gesimser af murværk draperer rundt om bygningen på alle sider og taget på gavlene er halvvalmet, mens kvistene er valmet. Udhuset er opført af kampesten med gavle af gule teglsten og rummer et fredet bageri med ovn og et delvist nedgravet malkerum.